# Дионисий Александрийский
Диони́сий Александри́йский (др.-греч. Διονύσιος Ἀλεξανδρείας, Дионисий Великий, греч. Διονύσιος ὁ Μέγας; ум. 265) — епископ Александрии, почитается в лике святых как священномученик. Память совершается в Православной церкви — 5 октября (по юлианскому календарю), в Католической церкви — 17 ноября.

## Жизнеописание
Дионисий в зрелом возрасте был обращён в христианство знаменитым богословом Оригеном (III век) и стал его самым выдающимся учеником. Впоследствии (ок. 232 г.) возглавил Александрийскую школу, а затем, в 247 году, посвящён в сан епископа Александрии. Жил во время гонений от императоров Деция (249—251) и Валериана (253—259). Автор первой Пасхалии, известен своей обширной перепиской, а также полемикой с еретиками монархианами. Среди других тем, которые он тщательно рассматривал, — Откровение Иоанна Богослова.
Умер Дионисий на двенадцатом году правления императора Галлиена в 264 или 265 году.

## Сочинения (письма)
Он посылал разным людям множество писем, сохранившихся доныне.
- «О покаянии» — он написал Фабиану, епископу церкви в Антиохии,
- другое письмо — римлянам через нарочного Ипполита,
- два письма к Систу, который унаследовал власть у папы Стефана,
- два письма Филимону и Дионисию, пресвитерам церкви в Риме,
- одно вышеупомянутому Дионисию, впоследствии епископу Рима,
- Новациану, выражая своё отношение к заявлениям о недобровольном посвящении Новациана в сан епископа Рима.
- послание к Дионисию и Дидиму,
- много торжественных посланий по случаю еврейской Пасхи, написанных в возвышенном стиле;
- послания к Александрийской церкви «Об изгнании»,
- послание к епископу Египта Иераксу;
- «О смерти»,
- «О субботе»,
- «О гимнасии»,
- письмо Гермаммону и другим о гонении Деция,
- две книги против Непота, епископа, который писал о наступлении тысячелетнего царства Христова на земле.

Он также выступал против Савеллия, писал епископу Береники Аммону, Телесфору, а также Евфранору,
- четыре книги епископу Римскому Дионисию,
- лаодикийцам — «О покаянии»,
- Оригену — «О мученичестве»,
- армянам — «О покаянии» и «О грехах»,
- Тимофею — «О природе»,
- Евфранору — «Об искушении»,
- много писем Василиду, в одном из которых он утверждает, что начал писать толкование на Екклесиаст.

Сохранилось также замечательное послание, направленное против Павла Самосатского, написанное им за несколько дней до смерти.